# Earl L. Brewer

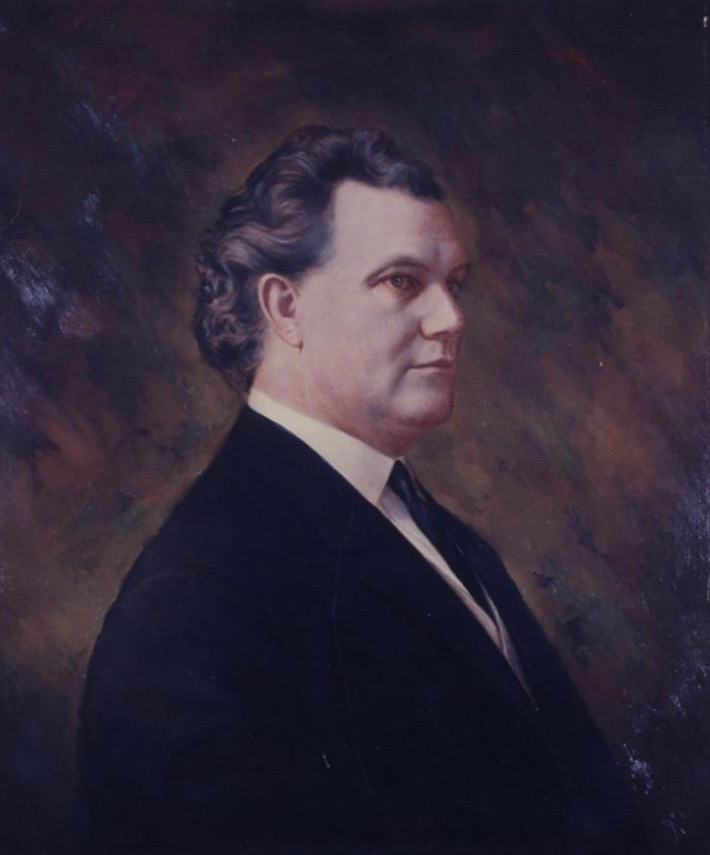
Earl L. Brewer

Earl LeRoy Brewer (* 11. August 1869 bei Vaiden, Carroll County, Mississippi; † 10. März 1942 in Jackson, Mississippi) war ein US-amerikanischer Politiker und von 1912 bis 1916 Gouverneur des Bundesstaates Mississippi.

## Frühe Jahre und politischer Aufstieg
Earl Brewer besuchte nach der Grundschule die University of Mississippi, an der er im Jahr 1892 seinen juristischen Abschluss machte. Danach begann er in Water Valley als Rechtsanwalt zu arbeiten. Brewer wurde Mitglied der Demokratischen Partei, der in Mississippi bedeutendsten politischen Kraft jener Zeit. Diese Partei stellte zwischen 1876 und 1992 ununterbrochen die Gouverneure dieses Staates. Die Republikaner spielten damals in Mississippi keine Rolle und stellten meist keine eigenen Kandidaten für Staatsämter auf. Zwischen 1895 und 1899 war Brewer Mitglied des Senats von Mississippi und von 1902 bis 1906 war er Bezirksstaatsanwalt im 11. juristischen Bezirk. Am 7. November 1911 wurde Brewer ohne Wahlkampf und ohne Gegenkandidaten in den Vorwahlen zum neuen Gouverneur seines Staates gewählt. Vier Jahre zuvor war er bei seiner ersten Kandidatur noch knapp an Edmond Noel gescheitert.

## Gouverneur von Mississippi
Earl Brewer trat seine vierjährige Amtszeit am 16. Januar 1912 an. Während seiner Regierungszeit wurden nach einer Reform der Staatsverfassung alle juristischen Ämter zu Wahlämtern. Damals wurden auch die Gesetze im Bankensektor reformiert und das Bildungswesen durch einen höheren Etat verbessert. Zudem entstand eine Abteilung in der Staatsregierung, die sich mit den Einwohnerstatistiken befasste. Brewers Amtszeit endete am 18. Januar 1916. Eine direkte Wiederwahl war durch eine Verfassungsklausel untersagt.

## Weiterer Lebenslauf
Im Jahr 1924 bewarb sich Brewer erfolglos um einen Sitz im US-Senat. Danach zog er sich aus der Politik zurück. Er starb im März 1942. Mit seiner Frau Minnie Marion Block hatte der Ex-Gouverneur drei Kinder.